# The Prowler (1951)
The Prowler is een Amerikaanse film noir uit 1951 onder regie van Joseph Losey.

## Verhaal
Wanneer de cynische politieagent Webb Garwood reageert op een klacht over een belager bij het huis van Susan Gilvray, voelt hij zich gelijk aangetrokken tot haar en haar fortuin. Ze raken in gesprek en beginnen een affaire. Susan krijgt echter schuldgevoelens tegenover haar man en verbreekt de relatie met Webb. Vervolgens vermoordt hij de man van Susan en doet haar geloven dat het de schuld is van de belager. Susan slikt zijn verhaal en wil met Webb trouwen. Dan ontdekt ze echter de waarheid. 

## Rolverdeling
| Acteur           | Personage                     |
| ---------------- | ----------------------------- |
| Van Heflin       | Webb Garwood                  |
| Evelyn Keyes     | Susan Gilvray / Susan Garwood |
| John Maxwell     | Charles Crocker               |
| Katherine Warren | Grace Crocker                 |
| Emerson Treacy   | William Gilvray               |
| Madge Blake      | Martha Gilvray                |
| Wheaton Chambers | Dr. William R. James          |
| Robert Osterloh  | Lijkschouwer                  |
| Sherry Hall      | John Gilvray                  |
| Louise Lorimer   | Hoteleigenaar                 |